# Festival du film de New York 2014
Le Festival du film de New York 2014, la 52e édition du festival (52nd annual New York Film Festival ou NYFF), s'est tenu du 26 septembre au 12 octobre 2014.
Le festival s'est ouvert avec le film Gone Girl et clôturé par Birdman.

## Sélection

### En compétition

#### Main Slate
- Gone Girl de David Fincher  États-Unis
- Inherent Vice de Paul Thomas Anderson  États-Unis
- Birdman or The Unexpected Virtue of Ignorance de Alejandro G. Iñárritu  États-Unis
- Citizenfour de Laura Poitras  États-Unis  Allemagne
- ’71 de Yann Demange  Royaume-Uni
- Beloved Sisters (Die geliebten Schwestern) de Dominik Graf  Allemagne  Autriche
- The Blue Room (La Chambre bleue) de Mathieu Amalric  France
- Clouds of Sils Maria de Olivier Assayas  Suisse  Allemagne  France
- Eden de Mia Hansen-Løve  France
- Foxcatcher de Bennett Miller  États-Unis
- Goodbye to Language de Jean-Luc Godard  France
- Heaven Knows What de Josh Safdie et Benny Safdie  États-Unis
- Hill of Freedom de Hong Sang-soo  Corée du Sud
- Horse Money (Cavalo Dinheiro) de Pedro Costa  Portugal
- Jauja de Lisandro Alonso  Argentine  Danemark  France  Mexique  États-Unis  Allemagne  Brésil
- Life of Riley (Aimer, boire et chanter) de Alain Resnais  France
- Listen Up Philip de Alex Ross Perry  États-Unis
- Maps to the Stars de David Cronenberg  Canada  Allemagne
- Misunderstood (Incompresa) de Asia Argento  France  Italie
- Mr. Turner de Mike Leigh  Royaume-Uni
- Pasolini de Abel Ferrara  France  Belgique  Italie
- The Princess of France (La princesa de Francia) de Matías Piñeiro  Argentine
- Saint Laurent de Bertrand Bonello  France
- La sapienza de Eugène Green  France  Italie
- Tales of the Grim Sleeper de Nick Broomfield  États-Unis  Royaume-Uni
- Timbuktu de Abderrahmane Sissako  Mauritanie  France
- Time Out of Mind de Oren Moverman  États-Unis
- Two Days, One Night de Jean-Pierre & Luc Dardenne  Belgique  France  Italie
- Two Shots Fired de Martín Rejtman  Argentine
- Whiplash de Damien Chazelle  États-Unis
- The Wonders (Le meraviglie) de Alice Rohrwacher  Italie  Suisse  Allemagne[1]

#### Special Events
- The Forest (La Forêt) (téléfilm) de Bruno Dumont  France
- Last Days (court métrage) de Kathryn Bigelow  États-Unis
- The King and the Mockingbird (Le Roi et l'Oiseau, 1952) de Paul Grimault  France
- Li’l Quinquin (P'tit Quinquin) (mini-série) de Bruno Dumont  France
- Queen and Country de John Boorman  Royaume-Uni
- Spinal Tap (This Is Spinal Tap, 1984) de Rob Reiner  États-Unis[2]